# Reichskammer der bildenden Künste
De Reichskammer der bildenden Künste (RdbK) was een afdeling van de Reichskulturkammer tijdens het bewind van de nazi's. De RdbK hield toezicht op de beeldende kunsten, zoals schilderkunst, beeldhouwkunst en grafische kunst, alsmede op de kunsthandel. 

## Oprichting
De Reichskulturkammer werd in 1933 opgericht in nazi-Duitsland en stond onder leiding van Joseph Goebbels, de minister van Propaganda. Op 22 september 1933 trad de Reichskulturkammergesetz ('Wet van de Rijkscultuurkamer') in werking. De Reichskulturkammer was een overkoepelende organisatie die toezicht hield op verschillende culturele sectoren in nazi-Duitsland, waaronder muziek, literatuur, theater, film, radio, pers, en beeldende kunst. 
De Reichskammer der bildenden Künste ('Rijkskamer voor de Beeldende Kunsten') hield specifiek toezicht op de beeldende kunsten, zoals schilderkunst, beeldhouwkunst en grafische kunst, alsmede op de kunsthandel. Het hoofdkantoor van de organisatie was gevestigd in de Berlijnse wijk Tiergartenviertel, een buurt die bekend stond om de vele galerieën. De organisatie had een eigen tijdschrift genaamd Die Kunstkammer.

### Subafdelingen
De RdbK was onderverdeeld in verschillende subafdelingen:
- Bund Deutscher Architekten e.V.
- Bund Deutscher Gartengestalter e.V.
- Bund Deutscher Maler und Graphiker e.V.
- Bund Deutscher Bildhauer e.V.
- Bund Deutscher Gebrauchsgraphiker e.V.
- Bund Deutscher Kopisten e.V.
- Bund Deutscher Kunsthandwerker e.V.
- Bund Deutscher Kunst- und Antiquitätenhändler e.V.
- Bund Deutscher Kunstverleger und Kunstblatthändler e.V.
- Reichsfachschaft Deutscher Werbefachleute, Gruppe Ausstellungs- und Messegestalter
- Bund Deutscher Kunstwissenschaftler e.V.
- Bund Deutscher Künstlervereine e.V.
- Bund Deutscher Kunstvereine e.V.
- Bund Deutscher Museen und Sammlungen e.V.
- Katholische Reichsgemeinschaft christlicher Kunst
- Evangelische Reichsgemeinschaft christlicher Kunst

## Geschiedenis
In 1933 werd architect Eugen Hönig aangesteld als voorzitter van de RdbK. Om in nazi-Duitsland een cultureel beroep te mogen uitoefenen, was lidmaatschap van de RdbK noodzakelijk. Door dit lidmaatschap kon de overheid culturele uitingen reguleren en overzien. Vanaf februari 1934 werden de regels omtrent het lidmaatschap aangescherpt: personen van Joodse afkomst en personen die volgens het regime een 'gebrek aan geschiktheid' hadden, werden uitgesloten. Zij konden hun werk niet meer op legale wijze uitvoeren, exposeren of verhandelen, en hun werken werden soms uit musea verwijderd of vernietigd. Joden werden vanaf augustus 1934 tevens uitgesloten van de kunsthandel. Vanaf oktober van dat jaar mochten kunstveilingen enkel plaatsvinden met goedkeuring van de RdbK.
In 1936 werd Hönig opgevolgd door kunstschilder Adolf Ziegler. Vanaf mei van dat jaar was lidmaatschap enkel mogelijk met een Ariernachweis. De regels voor moderne kunstenaars werden dat jaar tevens verder aangescherpt. Modernistische stromingen zoals het expressionisme, dadaïsme en abstracte kunst werden afgewezen en bestempeld als entartete Kunst ('ontaarde kunst'), omdat deze niet in de ideologie van het nazi-regime pasten. Onder leiding van Ziegler vonden in de zomer van 1937 twee grootschalige inbeslagnemingen plaats bij musea in nazi-Duitsland. Minister van Propaganda Joseph Goebbels had het bevel gegeven om tussen de 20.000 en 21.000 werken van ongeveer 1400 kunstenaars uit Duitse musea te verwijderen. Het waren werken die als ontaard of als een 'uitdrukking van cultureel verval' werden gezien. Een deel hiervan was bestemd voor verkoop in het buitenland in ruil voor vreemde valuta, het andere deel werd onderdeel van de reizende tentoonstelling over ontaarde kunst.
Vanaf april 1941 kreeg de RdbK de verantwoordelijkheid om cultureel eigendom van 'niet-Arische' eigenaars op te kopen. Daarnaast hield de RdbK zich bezig met de arisering van galerieën. In 1943 werd architect Wilhelm Kreis aangewezen als de nieuwe voorzitter van de RdbK.
De RdbK werd in oktober 1945 door de Geallieerde Controleraad opgeheven.
- Gemeinsame Normdatei: 18678-8
- Library of Congress Control Number: nr2005009149
- Virtual International Authority File: 137796096